# Dumariya
Dumariya (en népalais : दुमरिया) est un comité de développement villageois du Népal situé dans le district de Sarlahi. Au recensement de 2011, il comptait 4 658 habitants.